# Letis cytheris
Letis cytheris là một loài bướm đêm trong họ Erebidae.